# Creative Artists Agency
Creative Artists Agency LLC (CAA) là một cơ quan tài năng và thể thao của Hoa Kỳ có trụ sở tại Los Angeles, California. CAA được coi là một công ty có ảnh hưởng trong kinh doanh đại lý nhân tài và quản lý nhiều khách hàng. Vào tháng 3 năm 2016, CAA có 1.800 nhân viên.